# Stenopsyche chekiangana
Stenopsyche chekiangana är en nattsländeart som beskrevs av Schmid 1965. Stenopsyche chekiangana ingår i släktet Stenopsyche och familjen Stenopsychidae. Inga underarter finns listade i Catalogue of Life.